# Râul Are
Are este un râu în Estonia. Are o lungime de 31 km și este afluent pe dreapta al râului Sauga. Bazinul hidrografic al cursului de apă ocupă o suprafață de 117 km2.